# 얼음 1h

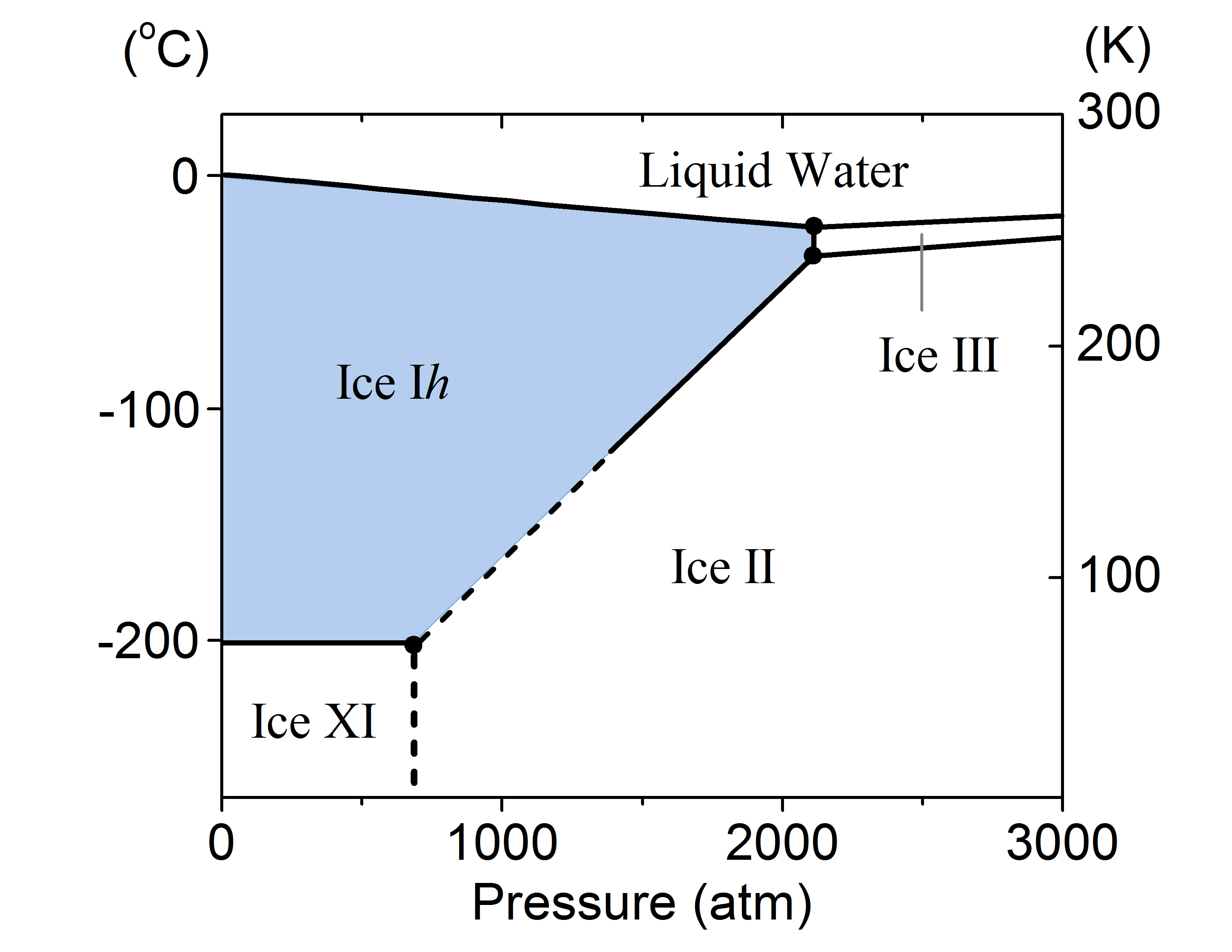
온도에 따른 물(액상)과 고체의 얼음(I_{h}) 그리고 기압에 따른 얼음 II, 얼음 III,얼음 XI의 존재

얼음 1h(Ice Ih,Ice 1h) 또는 얼음 단계 1(ice-phase-one)은 일반적으로 알고있는 얼음 또는 물의 결빙 형태인  육방정계의 결정 형태이다. 생물권의 거의 모든 얼음은 얼음 1h이며, 때때로 대기권에 가끔 존재하는 소량의 얼음 Ic(또는 얼음 1c)만이 있다. 얼음 1h(또는 얼음 Ih)는 생명의 존재와 지구 기후의 환경과 관련된 많은 독특한 특성을 보여준다. 이러한 속성에 대한 설명은 얼음 1h(Ice Ih)를 주로 다루는 얼음(Ice) 문서를 참조해볼 수 있다.
얼음 1h은 0도~약-200도 그리고 0 기압~210MPa의 범위에서 존재할 수 있다.

## 결정구조
결정 구조는 사면체 결합 각에 가까운 육각형 대칭을 형성하는 산소 원자를 특징으로 한다. 얼음 Ih는 x-선 회절과 초 고해상도 열팽창 측정에 의해 입증된 바와 같이 -268 °C(5K, -450 °F)까지 안정적이다.  얼음 1h는 또한 최대 약 210메가 파스칼(2,100 기압)의 가압력까지에서 온도가 적정하게 유지된다면 안정적으로 유지될수있으며 이러한 온도와 기압의 범주를 벗어나면서부터  얼음 II(ice II) 또는 얼음 III(ice III)로 전환될수있다.

## 같이 보기
- 빙하
- 냉동